# Blochius longirostris
Blochius longirostris es una especie de peces prehistóricos pertenecientes a la familia Blochiidae. Vivió en el Eoceno medio (hace unos 50 millones de años) y sus fósiles se han encontrado exclusivamente en el Monte Bolca. Esta especie fue descrita por Giovanni Serafino Volta (1764-1842) en 1800.

## Descripción
Blochius lengirostris fue similar a un pez espada. Podría alcanzar una longitud de unos 150 centímetros (59 pulgadas) y tenía un cuerpo alargado y muy delgado, una cabeza estrecha con las mandíbulas superior e inferior, alargadas y ojos grandes.